# Национални музеј Саудијске Арабије
Национални музеј Саудијске Арабије (арапски: المتحف الوطني السعودي) је национални музеј који се налази у насељу ал-Мураба у Ријаду, Саудијска Арабија. Основан 1999. године, део је Историјског центра краља Абдулазиза и окружен је парком ал-Вади на северу и парком ал-Мади на истоку, који заједно чине источну страну Националног музејског парка.

## Зграда
Национални музеј је био део „Плана развоја ал-Мураба“ за реновирање подручја и околине старог округа палате Мураба за прославу стогодишњице у Саудијској Арабији. Стога је рок постављен на почетак 1999. године, остављајући само 26 месеци за планирање и изградњу музеја од нуле, иако су се идеје за такав музеј разматрале још од осамдесетих година. За дизајн, главни архитекта Рејмонд Моријама је био инспирисан обликом и бојама пешчаних дина „Црвеног песка“ недалеко од Ријада. Западна фасада дуж Мурабиног трга подсећа на контуру пешчане дине са распоредом у облику полумесеца који је усмерен ка Меки. Западна фасада отвара се у исламску историју Арабијског полуострва. За последње галерије посетилац улази у „Бубањ уједињења“ који има изложбе о садашњој саудијској држави. Последња галерија илуструје две свете џамије и хаџ. Поред тога, постоје још две галерије за посебне изложбе.
Концепт дидактичког дизајна изложби донекле се разликује од традиционалног приступа класичних музеја. Мање се нагласка ставља на појединачне експонате приказане ван свог културног контекста као предмете од велике вредности. Постоји велики број реплика и диорамасних приказа у природној величини, који илуструју и едукују о одређеним тачкама и проблемима. Због тога је понекад тешко идентификовати одређене делове, па чак и разликовати реплике од оригинала. Идеја која стоји иза овога није да се гледалац фокусира на појединачне делове саме по себи, већ да их користи као примере за истицање општих идеја или концепата које представљају. 

## Будући пројекти проширења
У јуну 2018. године, председник Саудијске комисије за туризам и националну баштину, принц Султан ибн Салман ел Сауд, најавио је проширење музеја у наредна два месеца. У музеју ће бити инсталиране нове услуге за посетиоце, укључујући:
- изложбену салу површине 3767 м²
- позориште површине 2285 м²
- Хотел са 4 звездице површине 13.000 м² са културним есенцијалом Саудијске Арабије
- собе за тренинг
- ресторан површине 6476 м²
- стаклени кров
- три подземна спрата[7][8][9]

У јануару 2021. године именована је нова директорка музеја, Лејла Алфадаг, за коју се очекује да ће музеј повести у нову фазу ангажовања са публиком.

## Изложбе
Изложбе су организоване у осам „изложбених дворана“ или „галерија“.

### Човек и Универзум
Први експонат који се налази у музеју је велики фрагмент метеорита пронађен у кратерима Вабар у пустињи Руб ел Хали. Даљи експонати и интерактивни прикази објашњавају Сунчев систем, тектонику плоча, геологију и географију Арабијског полуострва и развој фауне и флоре Арабије. Велики експонати укључују скелет платибелодона и ихтиосауруса. Галерија се завршава човеком из каменог доба.

### Арапска краљевства
Ова галерија илуструје рана краљевства, фокусирајући се на Дилмун, Мадијан, Гарију и Тиму. Изложба се наставља са посредничким арапским краљевствима приказујући градове Ал-Хамра, Давмат ал-Џандал, Тима и Тарут. Касна арапска краљевства представљена су цивилизацијама које су напредовале у Ал-Афлају, Наџрану и Ајн Зубаиди.

### Предисламско доба (џахилија)
Ова галерија је посвећена времену од око 400. године пре нове ере до појаве ислама. Приказани градови овог времена су Мека, Јараш, Јатриб, Хајбар, Најран, Хадрама и Давмат Аљандал, као и пијаце у Оказу, ал-Мајазу, Најрану и Хабаши. Еволуција писма и калиграфије је приказана и објашњена многим примерима.

### Пророкова мисија
Овде су илустровани живот и мисија Мухамеда. На једном зиду налази се велико породично стабло које детаљно објашњава Мухамедову породицу и сроднике. Из ове галерије посетилац мора да користи мост који се повезује са следећом галеријом, чинећи симболичан прелаз из времена незнања у време након откровења ислама Мухамеду.

### Ислам и Арабијско полуострво
Време обухваћено овом галеријом обухвата исламске почетке у Медини и историју успона и пада халифата. Такође илуструје време Мамелука и Османлија до Прве саудијске државе.

### Прва и Друга Саудијска држава
Овде је приказана култура и историја две ране саудијске државе. Велики модел Дираџе је приказан испод стакленог пода, тако да се може детаљно испитати.

### Уједињење
Ова галерија је посвећена краљу Ибн Сауду и начину на који је повратио Ријад и успоставио своје краљевство.

### Хаџ и две свете џамије
Главни експонат у овој галерији је велики модел Меке и њене околине.